# سأقول إنني أحبك في أغنية (أغنية)
سأقول إنني أحبك (بالإنجليزية: I'll have to Say I Love You in a Song)‏ أغنية منفردة صدرت بعد وفاة المغني وكاتب الأغاني الأمريكي "جيم كروس Jim Croce" في سبتمبر 1973، صدرت أيضا في البوم "أنا لي أسم (بالإنجليزية: I got a Name)‏ دخلت الأغنية قوائم البيلبورد إلى المركز 74 في مارس 1974، وبلغت ذروتها في إبريل 1974 حيث إحتلت المركز التاسع، لتصبح خامس أفضل 10 أغاني للراحل جيم كروس. بالإضافة إلى ذلك صعدت الأغنية إلى المرتبة الأولى في قائمة بيلبورد المعاصر للكبار ووصلت إلى رقم 68 في بيلبورد الموسيقى الريفية، وهي الأغنية الوحيدة لجيم كروس التي دخلت هذه القائمة.

## خلفية عن المغني
قُتل كروس في حادث تحطم طائرة صغيرة في سبتمبر 1973، وهو نفس الأسبوع الذي تم فيه إصدار أغنيته الفردية «أنا لي أسم»، كتب كروس الأغنية في أوائل عام 1973 عندما وصل إلى المنزل وإختلف مع زوجته إنجريد، وبدلاً من الجدال معها، نزل إلى الطابق السفلي، وبدأ يلعب كما كان يفعل دائمًا عندما كان يكتب، وفي صباح اليوم التالي، جاء إلى إنجريد مبكرًا وغنى لها «سأقول إنني أحبك في أغنية».

## نسخ أخرى للأغنية
قام عدد 55 من المغنيين بأداء أغنية الراحل كروس منهم: سيلا بلاك في 24 مايو 1976ولين برودي في 15 ية ليو 1997وآندي وليامز في نوفمبر 1974وآخرين.

## كلمات الأغنية
حسنًا، أعلم أن الوقت متأخر نوعًا ما Well, I know it's kind of late
آمل ألا أكون قد أيقظتك I hope I didn't wake you
ولكن ما علي قوله لا يمكنه الإنتظار But what I've got to say can't wait
أعلم أنك ستفهم I know you'd understand
في كل مرة حاولت إخبارك 'Cause every time I tried to tell you
جاءت الكلمات خاطئة The words just came out wrong
لذلك علي أن أقول أحبك في أغنية So I'll have to say "I love you" in a song
نعم، أعلم أنه غريب نوعًا ما Yeah, I know it's kind of strange
في كل مرة أكون بالقرب منك Every time I'm near you
تنفذ مني الأشياء التي أريد قولها I just run out of things to say
أعلم أنك ستفهم I know you'd understand
في كل مرة حاولت إخبارك 'Cause every time I tried to tell you
جاءت الكلمات خاطئة The words just came out wrong
لذلك علي أن أقول أحبك في أغنية So I'll have to say "I love you" in a song
في كل مرة يكون الوقت مناسبًا 'Cause every time the time was right
كل الكلمات تخرج بشكل خاطئ All the words just came out wrong
لذلك علي أن أقول أحبك في أغنية So I'll have to say "I love you" in a song
نعم، أعلم أن الوقت متأخر نوعًا ما Yeah, I know it's kind of late
آمل ألا أكون قد أيقظتك I hope I didn't wake you
ولكن هناك شيء يجب أن أقوله But there's something that I just got to say
أعرف أنك تفهم I know you'd understand
في كل مرة حاولت إخبارك 'Cause every time I tried to tell you
جاءت الكلمات خاطئة The words just came out wrong
لذلك علي أن أقول أحبك في أغنية So I'll have to say "I love you" in a song

## وصلات خارجية
https://www.youtube.com/watch?v=0GeBS61YD8g سأقول إنني أحبك في أغنية (أغنية جيم كروس)
https://jimcroce.com/ سأقول إنني أحبك في أغنية (أغنية جيم كروس)